# Lamberto Caimi
Lamberto Caimi (Milano, 30 ottobre 1930) è un direttore della fotografia italiano.

## Biografia
Lamberto Caimi inizia la propria carriera nel settore del documentarismo industriale: nel 1955 entra nel reparto cinematografico della Edisonvolta, dove conosce Ermanno Olmi, per il quale fotografa tra la seconda metà degli anni cinquanta e i primi sessanta decine di cortometraggi documentari.
Assistente alla macchina da presa per Il tempo si è fermato, nato come ennesimo documentario e diventato primo lungometraggio a soggetto di Olmi, nel 1961 cura la fotografia del successivo e primo vero e proprio lungometraggio di finzione del regista, Il posto, per il quale realizza «un bianco e nero scabro ed essenziale», che ricorda tanto i documentari quanto lo stile dei film della Nouvelle Vague fotografati da Raoul Coutard.
Nel 1962 lavora all'esordio di Eriprando Visconti, il ritratto generazionale Una storia milanese. Collabora nuovamente con Olmi per I fidanzati (1963) e per il suo primo lungometraggio a colori, Un certo giorno (1969).
Nel corso degli anni settanta firma le immagini di film di genere diverso accomunati dall'ambientazione milanese, come La morte risale a ieri sera (1970) diretto da Duccio Tessari, tratto da un romanzo di Giorgio Scerbanenco, dalla fotografia «efficace e livida», il poliziottesco di Umberto Lenzi Milano rovente (1973), Storie di vita e malavita (1975) diretto da Carlo Lizzani, Saxofone (1978) diretto ed interpretato da Renato Pozzetto e La cerimonia dei sensi (1979) diretto da Antonio D'Agostino. In particolare collabora quattro volte con il concittadino Alberto Lattuada, per Venga a prendere il caffè... da noi, Le farò da padre, Cuore di cane e Oh, Serafina! (si ritroveranno poi nel 1989 per l'episodio diretto da Lattuada per il film collettivo 12 registi per 12 città).

## Filmografia
- Il grande paese d'acciaio, regia di Ermanno Olmi (1960) - cortometraggio documentario
- Un metro lungo cinque, regia di Ermanno Olmi (1961) - cortometraggio documentario
- Le grand barrage, regia di Ermanno Olmi (1961) - cortometraggio documentario
- Il posto, regia di Ermanno Olmi (1961)
- Una storia milanese, regia di Eriprando Visconti (1962)
- 700 anni fa, regia di Ermanno Olmi (1963) (TV)
- I fidanzati, regia di Ermanno Olmi (1963)
- Il terrorista, regia di Gianfranco De Bosio (1963)
- Bocche cucite, regia di Pino Tosini (1968)
- Revenge, regia di Pino Tosini (1969)
- Un certo giorno, regia di Ermanno Olmi (1969)
- La morte risale a ieri sera, regia di Duccio Tessari (1970)
- Venga a prendere il caffè... da noi, regia di Alberto Lattuada (1970)
- Milano rovente, regia di Umberto Lenzi (1972)
- Le farò da padre, regia di Alberto Lattuada (1974)
- Una sera c'incontrammo, regia di Piero Schivazappa (1975)
- Storie di vita e malavita, regia di Carlo Lizzani (1975)
- Brogliaccio d'amore, regia di Decio Silla (1976)
- Cuore di cane, regia di Alberto Lattuada (1976)
- Oh, Serafina!, regia di Alberto Lattuada (1976)
- Saxofone, regia di Renato Pozzetto (1978)
- Io tigro, tu tigri, egli tigra, regia di Renato Pozzetto e Giorgio Capitani (1978)
- La cerimonia dei sensi, regia di Antonio D'Agostino (1979)
- Semmelweis, regia di Gianfranco Bettetini (1981)
- Mani di fata, regia di Steno (1982)
- Un amore di donna, regia di Nelo Risi (1988)
- 12 registi per 12 città, episodio Genova, regia di Alberto Lattuada (1989)
- Ultimo confine, regia di Ettore Pasculli (1994)
- Papà dice messa, regia di Renato Pozzetto (1996)
- Ona strada bagnada, anche regia (1999) - cortometraggio
- Desmentegass - Molti non ricordano, anche regia (2003) - documentario
- La piana, anche regia (2012) - cortometraggio